# Хиткот, Белла
Изабелла Хиткот (англ. Isabella Heathcote; род. 27 мая 1987, Мельбурн) — австралийская актриса.

## Биография
Изабелла Хиткот родилась 27 мая 1987 года в Мельбурне, Австралия. Училась в школе Австралийского национального драматического театра.
Дебютировала в кино в 2008 году. В мае 2010 года она получила стипендию Хита Леджера. Стала известна благодаря роли Мишель Вайс в фильме «Время», а также Виктории Винтерс в фильме «Мрачные тени». Она рассматривалась на роль Белоснежки в фильме «Белоснежка и охотник», Кэрри в «Телекинезе», Беверли в «Любовь сквозь время», но ни одну из них не получила.
В 2016 году сыграла в фильме «Гордость и предубеждение и зомби». В 2017 году вышел новый фильм с её участием — «На пятьдесят оттенков темнее».

## Фильмография
| Год       |     | Русское название                             | Оригинальное название                | Роль                           |
| --------- | --- | -------------------------------------------- | ------------------------------------ | ------------------------------ |
| 2008      | ф   | Служители                                    | Acolytes                             | Петра                          |
| 2009      | с   | Соседи                                       | Neighbours                           | Аманда Фаулер                  |
| 2010      | кор | Гленн Оуэн Доддс                             | Glenn Owen Dodds                     | Джули                          |
| 2010      | ф   | Ниже холма 60                                | Beneath Hill 60                      | Марджори Уодделл               |
| 2011      | кор | Шаг к безумию                                | Meth to Madness                      | Джулс                          |
| 2011      | ф   | Время                                        | In Time                              | Мишель Вайс                    |
| 2012      | ф   | Мрачные тени                                 | Dark Shadows                         | Виктория Винтерс/Жозетта Дюпре |
| 2012      | ф   | Ограбление казино                            | Killing Them Softly                  | девушка                        |
| 2012      | ф   | Не исчезай                                   | Not Fade Away                        | Грейс Дитц                     |
| 2014      | ф   | Исправленный вариант (Любовь не по сценарию) | The Rewrite                          | Карен                          |
| 2015      | ф   | На грани депрессии                           | The Curse of Downers Grove           | Крисси Суонсон                 |
| 2016      | ф   | Гордость и предубеждение и зомби             | Pride and Prejudice and Zombies      | Джейн Беннет                   |
| 2016—2018 | с   | Человек в высоком замке                      | The Man in the High Castle           | Николь Дормер                  |
| 2016      | ф   | Неоновый демон                               | The Neon Demon                       | Джиджи                         |
| 2017      | ф   | На пятьдесят оттенков темнее                 | Fifty Shades Darker                  | Лейла Уильямс                  |
| 2017      | ф   | Профессор Марстон и Чудо-женщины             | Professor Marston & the Wonder Women | Оливия Бирн                    |
| 2018—2019 | с   | Странный ангел                               | Strange Angel                        | Сьюзан Парсонс                 |
| 2020      | ф   | Реликвия                                     | Relic                                | Сэм                            |
| 2020      | с   | Аквафина - Нора из Квинса                    | Awkwafina Is Nora from Queens        | Джои                           |
| 2020      | с   | Цветение                                     | Bloom                                | юная Лоис                      |
| 2022      | с   | Части неё                                    | Pieces of Her                        | Энди Оливер                    |

## Награды и номинации
| Год  | Награда                              | Категория                    | Работа       | Результат |
| ---- | ------------------------------------ | ---------------------------- | ------------ | --------- |
| 2012 | Hamptons International Film Festival | Breakthrough Performer       | «Не исчезай» | Победа    |
| 2012 | Hollywood Film Awards                | Spotlight Award              | «Не исчезай» | Победа    |
| 2020 | AACTA                                | Лучшая актриса второго плана | «Реликвия»   | Номинация |